# Carsten Sawosch

Carsten Sawosch, 2021

Carsten Sawosch (* 22. Juni 1968 in Hannover) ist ein deutscher Politiker (SPD, zuvor FDP und Piraten). Er war von Oktober 2017 bis November 2018 Bundesvorsitzender der Piratenpartei Deutschland.

## Leben
Sawosch wurde in Hannover geboren, nach seinem Schulabschluss absolvierte er auch dort eine Ausbildung im Hotel- und Gaststättengewerbe. Im Jahr 1988 verpflichtete er sich bei der Bundeswehr als Soldat auf Zeit. Er absolvierte insgesamt 12 Jahre und verließ die Bundeswehr im Dezember 1999 im Dienstgrad eines Oberfeldwebels. Seit 2000 ist er als IT-Administrator in Hannover tätig.  Im Dezember 2021 wurde er zum Vorsitzenden des Betriebsrats seines Unternehmens gewählt. Sawosch ist geschieden und hat drei Kinder.

## Partei
Sawosch war von Ende 2011 an Mitglied der Piratenpartei. Nachdem er bereits seit 2014 stellvertretender Bundesvorsitzender gewesen war, wurde er im Oktober 2017 auf dem Bundesparteitag in Regensburg zum Bundesvorsitzenden der Piratenpartei gewählt und löste Patrick Schiffer ab. Dieser hatte auf eine erneute Kandidatur verzichtet.
Auf dem folgenden Bundesparteitag am 17. und 18. November 2018 in Düsseldorf verzichtete er auf eine erneute Kandidatur und trat Anfang 2019 aus der Piratenpartei aus. Nach einer kurzen Mitgliedschaft in der FDP im selben Jahr wurde er Mitglied der SPD.
Zur Kommunalwahl 2021 trat Sawosch als Kandidat der SPD für den Stadtrat Hannover und den Bezirksrat Döhren-Wülfel an. Im März 2022 wurde er im Ortsverein Döhren-Wülfel als stellvertretender Vorsitzender und im Stadtverband als Beisitzer in den Vorstand gewählt.